# Серке де Молеврије
Серке де Молеврије (фр. Cerqueux-de-Maulévrier) насеље је и општина у западној Француској у региону Лоара, у департману Мен и ;оара која припада префектури Cholet.
По подацима из 2011. године у општини је живело 842 становника, а густина насељености је износила 60,93 становника/km². Општина се простире на површини од 13,82 km². Налази се на средњој надморској висини од 150 метара (максималној 186 m, а минималној 139 m).

## Демографија
| 1962. | 1968. | 1975. | 1982. | 1990. | 1999. | 2011. |
| ----- | ----- | ----- | ----- | ----- | ----- | ----- |
| 556   | 569   | 540   | 548   | 632   | 641   | 842   |

График промене броја становника у току последњих година